# Ewerby
Ewerby är en by i civil parish Ewerby and Evedon, i distriktet North Kesteven, i grevskapet Lincolnshire, i England. Byn är belägen 6 km från Sleaford. Ewerby var en civil parish fram till 1931 när blev den en del av Ewerby and Evedon. Civil parish hade 321 invånare år 1921. Byn nämndes i Domedagsboken (Domesday Book) år 1086, och kallades då Geresbi/Grene(s)bi/leresbi.